# لن أدفع الثمن
لن أدفع الثمن (بالإسبانية: Mi pecado)‏ هو مسلسل مكسيكي عرض على قناة أبوظبي دراما.

## القصة
تدور أحداث القصة في قرية سان بيدرو الرائعة، حيث يعيش أربعة أصدقاء لا ينفصلون عن بعضهم البعض. باولينو وجابينو ورودولفو وماتياس. لوكريسيا هي فتاة جميلة تكرهها والدتها بسبب شكوى سابقة. عندما كانت طفلة، قضت هي وأخوها الأصغر هههاي نسيت احداثه ورجعت اقرأ ولا فهمت شيء الكثير من الوقت مع أبناء أحد أصدقاء والدهم، عندما انتهت إحدى مغامراتهم بمأساة وأخذ سيزار الصغير بجوار النهر. والدة لوكريسيا، روزاريو، تلقي باللوم على ابنتها وجوليان اللذين يتألمان لوفاة سيزار، ويرجع ذلك أساسًا إلى أن والدة الطفل الصغير، جوستينا، كانت ذات يوم صديقة باولينو، التي تركته إلى روزاريو. بعد مأساة أخرى، ترسل روزاريو ابنتها إلى مدرسة داخلية، والجميع في القرية الصغيرة يعتقدون أن جوليان هو المسؤول عن وفاة سيزار. بعد بضع سنوات، تعود لوكريسيا وتمزق الجروح القديمة. وأدركت لوكريسيا و جوليان أن شعورهما تجاه بعضهما البعض عندما كانا أطفال أصبح أقوى في الحب.

## الشخصيات
| الشخصية         | معلوملت عنها |
| --------------- | --- |
| رودولف هويرتا   | مدرس في مدينة ورجل منظم ومجد في عمله ومتزوج من جستينا ولديهما ابنان هما جوليان و خوسيه.                                                             |
| غابينو رورا     | رجل شرير يتلاعب على اصدقائه وعلى اولاده هما تيريزا و كارميلو وصاحب أهم الاراضي الزراعية التي يؤجرها لِباولينو من اجل السيطرة على تسويق التفاح وبيعه. |
| باولينو كوردوبا | صاحب شركة التفاح ومتزوج من روزاريو ولديه ولدان هما لوكريسيا و قيصر.                                                                                 |
| ماتياس غويروغا  | كاهن للبلدة محترم حزن لان الصداقة بينهم اصبحت عداوة.                                                                                                |
| لورسيزيا        | ابنة باولينو واخت قيصر وزوجة جوليان المستقبلية. |
| جوليان          | ابن رودولف و جستينا وزوج لوكريزيا المستقبلي. |
| قيصر            | أخ لوكريزيا ويموت بسبب تعرضه لحادث. |
| روزاريو         | ام لوكريزيا و قيصر تكره ابنتها وزوجة باولينو. |
| ديلفينا         | الخادمة التي تحب لوكريزيا. |
| موديستو         | زوج ديلفينا واب مانويل. |
| مانويل          | ابن ديلفينا و موديستو. |
| تيريزا          | ابنة غابينو. |
| كارميلو         | ابن غابينو ويرغم لوكريزيا على الزواج منه وقاتل غابينو.                                                                                              |
| رينيتا          | ابنة عم لوكريزيا الحسودة. |

## روابط خارجية
- لن أدفع الثمن على موقع IMDb (الإنجليزية)
- لن أدفع الثمن على موقع كينوبويسك (الروسية)
- لن أدفع الثمن على موقع قاعدة بيانات الفيلم (الإنجليزية)